# El Lindero, San Felipe
El Lindero är en ort i Mexiko.   Den ligger i kommunen San Felipe och delstaten Guanajuato, i den centrala delen av landet, 300 km nordväst om huvudstaden Mexico City. El Lindero ligger 2 189 meter över havet och antalet invånare är 264.
Terrängen runt El Lindero är kuperad åt sydost, men åt nordväst är den platt. Terrängen runt El Lindero sluttar norrut. Runt El Lindero är det ganska tätbefolkat, med 75 invånare per kvadratkilometer. Närmaste större samhälle är Coecillo, 14,4 km norr om El Lindero. Omgivningarna runt El Lindero är i huvudsak ett öppet busklandskap.